# Notothenia
Notothenia is een geslacht van straalvinnige vissen uit de familie van ijskabeljauwen (Nototheniidae).

## Soorten
- Notothenia angustata Hutton, 1875[2]
- Notothenia coriiceps Richardson, 1844
- Notothenia cyanobrancha Richardson, 1844
- Notothenia microlepidota Hutton, 1875[2]
- Notothenia neglecta Nybelin, 1951
- Notothenia rossii Richardson, 1844 (Gemarmerde ijsvis)
- Notothenia trigramma Regan, 1913